# Artur Górski

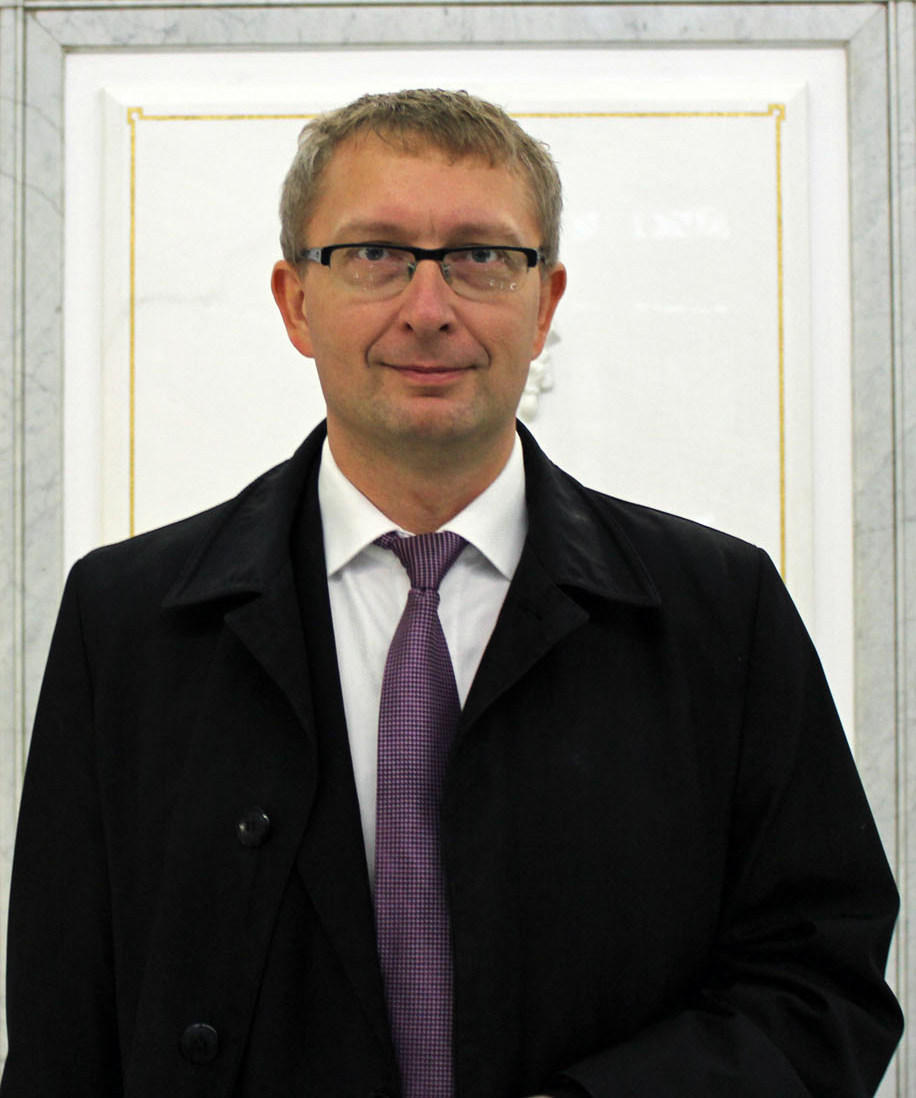
Artur Górski (2013)

Artur Cezary Górski (* 30. Januar 1970 in Warschau; † 1. April 2016 ebenda) war ein polnischer Publizist und Politiker (PP, PiS). Von 2005 bis zu seinem Tod war er Abgeordneter des Sejm in der V., VI., VII. und VIII. Wahlperiode.

## Leben und Beruf
Artur Górski beendete 1994 das Studium der Politologie und Gesellschaftswissenschaften an der Fakultät für Geschichts- und Gesellschaftswissenschaften der Theologischen Katholischen Akademie in Warschau. 1998 promovierte er. Während des Promotionsstudiums trat er der Studentenverbindung „Respublica“ bei.
Von 1995 bis 1997 war er Journalist der politischen Redaktion sowie der politischen Abteilung der Landesredaktion der Polska Agencja Prasowa (PAP, Polnische Presseagentur). Im Jahr 1998 arbeitete er als Chefredakteur der national-katholischen Zeitung Nasz Dziennik.
Seit 1999 arbeitete er in der Regierungsverwaltung. 1999 war er Chef des politischen Kabinetts des Ministers Ryszard Czarnecki. Von 1999 bis 2001 war er Berater des Ministerpräsidenten, danach Direktor des Sekretariats des politischen Kabinetts des Ministerpräsidenten. Von 1999 bis 2000 beriet er das Management der PAP. Im Jahr 2003 oblag ihm im Woiwodschafts-Arbeitsamt in Warschau zuerst die Leitung der Abteilung für Organisation und Aufsicht, danach der Abteilung „Innere Kontrolle“.
Er war Dozent an der Kardinal-Stefan-Wyszyński-Universität Warschau und wissenschaftlicher Assistent der „Bogdan Jański“ Hochschule. Er ist Autor von Publikationen aus dem Bereich Geschichte, Ideengeschichte und Politikwissenschaften. In den Jahren von 1998 bis 2006 war er Chefredakteur der Dreimonatsschrift Pro Fide, Rege et Lege. Górski war Mitglied der Katholischen Aktion. 2006/07 war er Vorsitzender des Feldhockey-Zweitligisten Sokół Warschau.
Am 1. April 2016 starb Górski nach langer Krankheit an Leukämie. Er war verheiratet und hatte einen Sohn. Nach seinem Tod wurde er auf dem Powązki-Militärfriedhof beigesetzt.

## Politik
Von 1988 bis 2004 war Górski Vorsitzender des Konservativ-Monarchistischen Klubs. 2001/02 war er Mitglied des politischen Rats der kurzlebigen Przymierze Prawicy (PP) von Kazimierz Michał Ujazdowski. Durch den Beitritt der PP zur Prawo i Sprawiedliwość (PiS) 2002 wurde Gorski deren Mitglied und dort ebenfalls Mitglied des  politischen Rates. 2002 wurde er für die PiS in den Stadtrat des Warschauer Stadtteils Mokotów gewählt.
Bei der Parlamentswahl 2005 wurde er über die Liste der PiS für den Wahlkreis Warschau in den Sejm gewählt. In der V. Wahlperiode war er Vorsitzender der Parlamentariergruppe für die „Wiedererlangung des Respekts für die Staatsmacht“, in der sich Vertreter der PiS und der katholisch-nationalistischen Liga Polskich Rodzin zusammenfanden. Vom 10. Juli 2007 bis zum 4. Oktober 2007 und erneut ab dem 30. November 2007 war er Mitglied des Rates für den Öffentlichen Dienst des Ministerpräsidenten. Er war einer der Initiatoren des Projektes für einen Sejmbeschluss zur Ernennung Jesu Christi als König von Polen. Der Antrag wurde abgelehnt. Bei der vorgezogenen Parlamentswahl 2007 wurde er mit 3.070 Stimmen erneut in den Sejm gewählt. Er war Mitglied der Sejm-Kommissionen für Verwaltung und Innere Angelegenheiten sowie Erziehung, Wissenschaft und Jugend. Während einer Sejmdebatte am 5. November 2008 nannte er den neugewählten Präsidenten der USA Barack Obama unter anderem einen „Schwarzen Messias der neuen Linken“. Er zitierte die Worte seines Fraktionskollegen Stanisław Pięta, wonach Barack Obama eine „drohende Katastrophe“ und das „Ende der Zivilisation des weißen Mannes“ sei.
In einem Interview vom 12. April 2010 unterstellte Górski der russischen Staatsführung entgegen allen Indizien die Schuld an der Flugunfall nahe Smolensk, wobei unter anderem Präsident Lech Kaczyński getötet wurde. Er behauptete unter anderem, das Flugzeug sei deswegen verunglückt, weil die russischen Behörden es unter dem Vorwand schlechter Witterung mehrmals daran zu hindern versucht hätten, in Smolensk zu landen, da sie es nicht wollten, dass Kaczyński an der Gedenkzeremonie zum Massaker von Katyn teilnehme und dabei womöglich die russische Regierung kritisiere. Bei den Parlamentswahlen von 2011 und 2015 wurde er jeweils erneut in den Sejm gewählt. Hingegen war seine Kandidatur bei der Europawahl 2014 nicht von Erfolg gekrönt.

## Auszeichnungen
- Offizierskreuz des Ordens Polonia Restituta (postum)[10]